# Marija I. Angleška
Marija I. Tudor, angleška in irska kraljica, * 18. februar 1516, † 17. november 1558.
Hčerka angleškega kralja Henrika VIII. Angleškega in kraljice Katarine Aragonske je Marija I., ki je bila od leta 1553 angleška in irska kraljica. Vladala je dosmrtno, nasledila pa jo je znana angleška kraljica Elizabeta I., njena polsestra, ki je v 16. stol. doprinesla k razvoju Anglije in utrdila položaj anglikanske cerkve.
Marija, četrta in predzadnja kraljica iz družine Tudor, je znana po poskusu obnovitve katoliške Cerkve v Angliji. Ker je obsodila najmanj 300 verskih upornikov, je znana tudi pod imenom Krvava Mary (ang. Bloody Mary). Njena religiozna politika je bila ukinjena z njeno naslednico Elizabeto I.

## Čas do vladavine

### Otroštvo
Marija se je rodila 18. februarja 1516 v palači Placentia v Greenwichu. Bila je edini otrok kralja Henrika VIII. in njegove prve žene, Katarine Aragoske, ki je preživel otroštvo. Njena mati je imela veliko splavov in pred njenim rojstvom je bila štirikrat noseča, vendar je rodila eno mrtvorojeno hčerko ter tri mrtvorojene ali kratko živeče sinove, med njimi tudi Henrika, vojvoda Corwallskega. Beneški veleposlanik Sebastian Giustiniani je čestital kralju ob "rojstvu njegove hčerke in blaginji njene vesele matere, kraljice, tudi če bi bilo bolj razveseljivo, če bi dobila sina." Vendar Henriku ni odvzel poguma. "Midva sva še tako mlada; tokrat je bila hči, nato pa z Božjo milostjo sledijo sinovi." Kralj ni skrival ljubezni do svoje hčerke in je Giustinianiju ponosno povedal: "Z Bogom, ta otrok nikoli ne joka."
Marija je bila krščena v katoličanski cerkvi tri dni po rojstvu. Nosila jo je Elizabeta Howard, žena Thomasa Howarda, 3. vojvoda Norfolka, in tesna prijateljica njene mame. Njeni botri so bili (med drugim) vpliven kardinal Thomas Wolsey in njeni sorodnici Margareta Pole, 8. grofica Salisburyja, in Katarina Yorška. Še isto leto je Marija postala botra svoji sestrični Frances Brandon. Ime je dobila pa svoji teti, Mariji Tudorski.
V prvih dveh letih njenega življenja so jo vzgajale, kot je bilo to običajno pri vzgoji kraljevih otrok, vzgojiteljice in varuške. Bila je pod nadzorom nekdanje družice kraljice Katarine, lady Margarete Bryan, ki je bila kasneje tudi odgovorna za izobraževanje Marijine mlajše polsestre Elizabete in mlajšega polbrata Edvarda. Leta 1520 je bila vojvodinja Saliburyja imenovana za njeno guvernerko. Sir John Hussey, kasneje lord Hussey, je bil njen komornik od leta 1530. Njegova žena, lady Ana, hčerka Georga Greyja, 2. kentskega grofa, je bila ena od njenih spremljevalk.
Z devetimi leti je uradno postala naslednica svojega očeta, vendar si je Henrik še vedno želel, da bi dobil moškega dediča. Henrik si je bil skozi njeno otroštvo zelo blizu z njo in ona je veljala za najbolj pomembno evropsko princeso. Za Marijino vzgojo sta skrbeli njena vzgojiteljica in njena mama, ki jo je sama poučevala latinščino, s pomočjo svojega učitelja pa se je učila grščino, znanost in glasbo.
Leta 1525 je Marija neuradno dobila naziv valižanska princesa kot očetova naslednica in je začela opravljati prestolonasledniške dolžnosti v imenu brata, ki ga še vedno ni imela. Predsedovala je valižanskem svetu v gradu Ludlow, kjer je imela svoj dvor.
Ko je bila stara dve leti, je njen oče obljubil njeno roko sinu francoskega kralja Franca I. Po treh letih je bila obljuba preklicana in Marija je bila obljubljena Karlu V., Svetorimskemu cesarju, vendar pa je Karel V. po nekaj letih poroko z dovoljenjem njenega očeta prekinil. Kardinal Wolsey, Henrikov glavni svetovalec, je nadaljeval s poročnimi pogajanji s Francijo in Henrik je predlagal, da se Marija poroči s kraljem Francem I., ki je bil željan zavezništva z Anglijo. Podpisana je bila poročna pogodba, kjer je pisalo, da se bo Marija poročila ali s kraljem Francem I. ali z njegovim drugim sinom, Henrikom, vojvodo Orleanskim, vendar je Henrik VIII. še vedno želel moškega potomca in zato se ustvarijo ovire za poroko. Turbulentne razmere so v naslednjem desetletju vprašanje Marijine poroke potisnile ob stran.

### Razveljavitev zakona Katarine in Henrika
Rezultat Henrikove želje po sinu je bila razveljavitev zakona z Marijino materjo Katarino. Po drugi strani pa je bil rezultat te razveljavitve razdor med angleškim in rimskim katolicizmom, saj papež ni želel razveljaviti zakona Henrika in Katarine. Henrik je kot uradni razlog za razveljavitev zakona navedel Katarinin prvi zakon z njegovim bratom, princem Arturjem, zaradi katerega je bil njun zakon v očeh Boga viden kot incest. Marija je tako 23. januarja 1533 postala otrok neobstoječega zakona in torej nelegitimna, zaradi česar je bil njen naziv princesa zamenjan z mnogo skromnejšim nazivom lady. Njen oče se je v trenutku, ko je bila njegova zveza s Katarino razveljavljena, poročil z Anne Boleyn, vendar je bil njun zakon legaliziran 25. maja 1533.
Ana se je bala, da bo Marija, njena pastorka, predstavljala grožnjo Elizabetinem položaju naslednice. Henrik je zato odpustil vse Marijine sluge in jo poslal na grad Hatfield, kjer je z ostalimi slugami služila svoji dvajset let mlajši polsestri, princesi Elizabeti. Ana je pogosto obiskovala svojo hčerko in se pri tem redno spopadala z Marijo. Marija je govorila z njo kot z "očetovo ljubico", medtem ko jo je Ana imenovala za "pankrta". Marija je nekaj let vztrajala pri zavrnitvi svoje mačehe za kraljico in svojega očeta za vrhovnega verskega poglavarja. 
Ana je poskušala popraviti svoj odnos z Marijo pod pogojem, da jo ona prizna za kraljico, kar je Marija odločno zavrnila. Medtem je potiho spodbujala Henrika, da daje prednost Elizabeti pred Marijo, saj je bil to edini način, da se ona sama obdrži na dvoru.
Mariji so bili prepovedani obiski matere, tudi ko se je Katarinino zdravje poslabšalo, vendar so zvesti Katarinini služabniki pomagali pri skrivni izmenjavi pisem med materjo in hčerko. Katarina je umrla 7. januarja 1636 in Mariji ni bilo dovoljeno, da se udeleži njenega pogreba. Na dan Katarininega pogreba je Ana splavila sina, kar je v Henriku povzročilo sum, da je bil njun zakon preklet. Ana je bila obsojena na smrt in 19. maja je bila obglavljena. Elizabeta je po materini smrti doživela isto kar Marija - izgubila je naziv princese in postala lady Elizabeta. Toda medtem ko je imela Marija za časa izgube naziva dvajset let, je imela Elizabeta le tri leta.
Zaradi tega je bila ogorčena Marija hladna do sestre skozi vso Elizabetino mladost. Elizabeto je dražila s spominom na njeno usmrčeno mater Ano, ki jo je imenovala za čarovnico. Poskušala je popraviti svoj odnos z očetom tako, da ga je priznala za vrhovnega verskega poglavarja Anglije. S tem ni izgubila le podpore papeža, temveč je tudi priznala neveljavnost zakona svojih staršev in tako tudi svojo nelegitimnost.

### Ponovno v Henrikovi milosti
Marija je upala, da bodo vse njene težave izginile s smrtjo Anne Boleyn. Samo en dan po smrti ene je dobila drugo mačeho - Jano Seymour. Jana je spodbujala Henrika, da vrne obe svoji hčerki na dvor, saj ji nista mogli predstavljati ovire. Janina stališča in mnenja so bila podobna Marijinim, tako da je Marija sprejela in spoštovala novo mačeho. Jana je ponudila Mariji možnost, da je botra njenega sina Edvarda, valižanskega princa in dediča, ki ga je Henrik  tako dolgo čakal. Marija je sprejela ponudbo Jane pa je za posledicami okužbe pri porodu umrla, tako da je Marija postala glavna pogrebnica na Janinem pogrebu. Posledica dobrih odnosov Marije s Henrikovo najljubšo ženo (ta je bila edina, ki mu je rodila sina) je Marijina vrnitev na Henrikov dvor. Henrik ji je celo dal grad, kjer je imela lastni dvor, vendar se je Marija odločila, da bo več časa preživela z očetom. Kadar koli je Marija omenila svojo mater, jo je Henrik jezno poslal na njen grad. Enako je naredil z Elizabeto, ko je omenila svojo mamo, vendar pa je bila ona poslana na grad Hatfield.
Zadnja Marijina mačeha in šesta žena Henrika, Katarina Parr, je uspela združiti in uskladiti vso družino. Na njeno vztrajanje sta bili Marija in Elizabeta leta 1544 ponovno vključeni v Zakon o dedovanju in v dedno linijo, v kateri je imel Edvard prednost pred Marijo in Elizabeto. Marija je Katarino spoštovala in se ujemala z njo, kljub dejstvu, da je bila Katarina protestantka in le dve leti starejša od nje.

### Polbratova vladavina
Po Henrikovi smrti leta 1547 je na prestol prišel Edvard VI., prvi angleški protestantski vladar, ki je preko regentskega sveta in svojega lorda zaščitnika začel v versko in politično življenje Anglije uvajati, ponekod z nasilnimi metodami, protestantsko tradicijo in pravila.
Marija, predana katoličanka kot njena mama, je prosila brata za lastno kapelo, v kateri bi lahko molila. Njena prošnja ni bila le zavrnjena, ampak ji je vlada popolnoma prepovedala upravljati svojo vero. Zato se je obrnila na cesarja Karla V., ki je Angliji zagrozil z vojno, če bodo Mariji še naprej kratili versko svobodo. Po tem se na dvoru niso več vmešavali v njene verske običaje in svobodo, vendar je to dejanje resno vplivalo na Marijin odnos z Edvardom.
Edvard VI. je umrl 6. julija 1553, star petnajst let. Pred svojo smrtjo je sestavil oporoko, v kateri sta bili Marija in Elizabeta ponovno izključeni iz dedne linije, ker sta bili rojeni v razveljavljenih zakonih Henrika. Preprost razlog za ponovno izključitev Marije je bila njena nepripravljenost podrediti se novi veri, kar je povzročilo bojazen, da bo lahko trajno obnovila katolicizem v Angliji, zato je bila za uraden razlog za izključitev iz dedne linije sprejeta njena nezakonitost in tako je morala biti izključena tudi Elizabeta. Naslednja v dedni liniji je bila Frances Brandon, hčerka Henrikove mlajše sestre Marije, vendar Edvardov regent, John Dudley, ni bil zadovoljen z njo, ona pa se je tudi sama odrekla dednim pravicam. Za naslednico je bila izbrana Jana Grey, ki je na koncu podedovala krono. Zgodovinarji in pravni strokovnjaki izpodbijajo pravno veljavnost oporoke iz več razlogov, med katerimi so najmočnejši argumenti, da je oporoko sestavil takrat mladoletni in hudo bolni kralj in da je ta oporoka v nasprotju z zakonom o dedovanju v času Henrika VIII.
Po Edvardovi smrti je krono po njegovi oporoki podedovala Jana. Jana je bila proglašena za kraljico 10. julija 1533. V trenutku razglašenja je (takrat mnogo popularnejša Marija) pobegnila v Suffolk. Tam je zbrala vojsko 20.000 mož in do 19. julija je z Elizabeto vkorakala v London, kjer sta Jano spravili s prestola.

## Vladavina
V začetku svojega vladanja je Marija skušala biti milostljiva vladarica in je pustila Jano Grey na svobodi, saj se je štelo, da je morala krono sprejeti pod prisilo zakona. Slovesnost, na kateri je bila Marija kronana, je potekala 1. oktobra 1553 in njen uradni naziv v času, ko je prišla na prestol, je bil: "Marija, po Božji milosti, kraljica Anglije, Francije in Irske, zagovornica vere, vrhovni vodja anglikanske cerkve in tako tudi cerkve na Irskem".  Marija verjetno nikoli ni uporabljala tega naziva, saj se ne sklada z njeno versko usmerjenostjo, in decembra 1553 je uradno zavrnila uporabo.
Prva odločitev Marije kot kraljice je bila, da je ponovno uveljavila zakon njenih staršev. S sebe je s tem spravila etiketo pankrta, medtem ko Elizabeta tega nikoli ni poskusila narediti.
Januarja 1554 je prišlo do protestantskega upora pod vodstvom Thomasa Wyatta, ki je želel, da se Jane Grey vrne na prestol. Jane in njen mož, Guildford Dudley, sta bila skupaj z njegovima bratoma obtožena veleizdaje in zarote proti Mariji. Sojeno jim je bilo 13. novembra 1553 v Londonu. Vsi obtoženi so bili spoznani za krive in obsojeni na smrt. V skladu s sodbo bi lahko Jane živa zgorela v Tower Hillu ali pa bila obglavljena v Towru, kot bi želela Marija. Jane in Guildford sta bila usmrčena 12. februarja 1554.

### Obnova katolicizma
Januarja 1554, šest mesecev po tem, ko je krono prevzela Marija, so vsi pomembni protestantski duhovniki zbežali v nemško deželo, da bi se izognili preganjanju poročenih duhovnikov. Marca je naročila vsem škofom, da odstranijo poročene duhovnike. Parlament se je sestal aprila in se strinjal z Marijino odločbo za vzpostavitev zakona, ki je kaznovala heretike, pod pogojem, da ona pozabi na vrnitev zemljišča samostanom.
V času svojega vladanja je Marija vso svojo pozornost namenila temu, kako bi na nek način razveljavila posledice Henrikovega razkola s papežem in Katoliško cerkvijo, kot tudi pravne in verske posledice med časom vladanja njenega polbrata. Poskušala je vrniti Anglikansko cerkev pod okrilje Rimskokatoliške cerkve. V ta namen je parlament preklical vse zakone iz časa Edvarda VI. in glavne zakone prejšnje protestantske oblasti. Približno tristo jih je dala usmrtiti s sežigom na grmadi. Prvi pogubljeni je bil John Rogersm, ki je prevedel Biblijo v angleščino, usmrčen pa je bil tudi Thomas Cranmer, duhovnik, ki je uredil razveljavitev zakona Marijinih staršev.
Marija je bila odločena, da bo obnovila celotno kraljestvo nazaj v katolicizem, začenši s svojim dvorom. Zaradi Elizabetinega opredeljevanja do protestantizma in suma, da je sodelovala pri uporu proti Mariji, jo je slednja za dva meseca zaprla v Tower. Minister cesarja Karla V. je opozoril Marijo, da njen prestol ne bo zagotovljen, dokler bo njena polsestra živa, toda člani vlade, ki so bili naklonjeni Elizabeti, so svetovali Mariji, da jo brez dokaza oprosti. Marija se je odločila, da bo odpustila Elizabeti, in ji je odredila šestmesečni hišni pripor.

### Zakon
Marija, neporočena 37-letnica, je poskušala ohraniti katolicizem v Angliji. Da bi ji to uspelo, je morala poskrbeti, da bo njen naslednik katoličan. Ker so bili njena sestra in vsi bližnji sorodniki protestanti, je bil edini način za dosego tega cilja poroka s katoličanom in rojstvo katoliškega otroka. Cesar Karel V. je predlagal, da se poroči z nadvojvodo Filipom, ki je bil njegov edini sin, vendar to ni bilo všeč angleškemu plemstvu in ljudem, ki so se bali, da bi Španija lahko potem prek svojih potomcev zavladala Angliji. Ta strah je posledica dejstva, da je bila Marija prva vladarica Anglije (izvzemši kratko in dvomljivo vladavino lady Jane Grey in cesarice Matilde).
Po uspešno premaganem Wyattevemu uporu se je poročila z enajst let mlajšim Filipom. Zakonska zveza je bila sklenjena 25. julija 1554 v stolnici v Winchestru. Po poroki je bil njun poln, skupen naziv: Filip in Marija, po božji milosti kralj in kraljica Anglije, Francije, Neaplja, Jeruzalema in Irske, branitelja vere, princa Španije in Sicilije, nadvojvoda Avstrije, vojvoda Milana, Burgundija in Brabanta, grofa Habsburga, Flandrije in Tirolske. Ko je Filip kasneje postal prvi kralj združene Španije, je Marija postala kraljica Španije. Parlament je Filipu podelil naziv kralja in odločil, da bo nominalni sovladar, vendar ne bo smel uvesti tujce v angleško politiko. Predporočna pogodba je določala, da se Filip in Marija skupaj pojavita na kovancih in pečatu kraljestva, da se parlament skliče v imenu para in da skupaj prevzameta vladne dokumente. Marijin grb je bil vezan s Filipovim. 
Vendar pa je parlament odločil, da Filip ni smel imeti avtoritete nad Marijo in ni mu bilo dovoljeno vmešavanje v politiko Anglije. Filip tudi nikoli ni bil okronan za kralja Anglije. Njun poln, skupni naslov je postal: Filip in Marija, po božji milosti kralj in kraljica Anglije, Španije, Francije, Jeruzalema in Irske, branitelja vere, nadvojvoda Avstrije, vojvoda Burgundije, Milana in Brabanta, grofa Habsburga, Flandrije in Tirolske
Medtem ko je bila Marija obsedena z ljubeznijo do Filipa, je on menil, da je neprivlačna, in le štirinajst mesecev po poroki je odpotoval v Španijo. Zaradi te poroke je Marija pri narodu izgubila začetno podporo in postala zelo nepriljubljena.

### Politika
V zunanji politiki je Marija I., ob prigovarjanju svojega moža Filipa, sodelovala v vojni proti Franciji, ki se je za interese Anglije končala katastrofalno. Izgubljen je bil zadnji del francoskega ozemlja, v katerem je Anglija vladala - mesto Calais. Kljub poroki Marije in Filipa Anglija ni dobila ogromnih dobičkov iz trgovine s surovinami iz Novega sveta, kar je Španija gotovo celo kolonizirala.
Na domači politični ravni je poleg obnove katolicizma poskušala izvesti monetarno reformo, ki pa ji ni uspela, kot tudi ne reforma za vrnitev zemlje samostanom, ki so jim bili odvzeti v času Henrika VIII.

## Smrt in zapuščina
V času svojega zakon je utrpela škodo zaradi sindroma lažne nosečnosti in njen mož jo je zapustil. Postala je bolj tragična oseba kot pa tiran, kot jo je opisalo mnogo zgodovinarjev. Utrpela je dve lažni nosečnosti. Pred svojo smrtjo je napisala oporoko, v kateri je navedla, da bo njen mož Filip regent njunih otrok, vendar na koncu otrok ni bil rojen v zakonu s kraljem Španije. Umrla je 17. novembra 1558, verjetno zaradi raka na jajčnikih, in ker ni imela potomcev, jo je na prestolu nasledila njena polsestra Elizabeta I.
Čeprav je v svoji oporoki prosila, da bi bila pokopana poleg svoje matere v katedrali Peterbourough, je bila Marija pokopana v Westminstrski opatiji. V istem grobu je bila štiri desetletja pozneje pokopana njena polsestra Elizabeta. Napis na njunem grobu, ki ga je dodal Jakob I. Angleški, v latinščini pravi: "Partnerici na prestolu in v grobu, tukaj ležita dve sestri, Elizabeta in Marija, v upanju na vstajenje."
Spomin na Marijo I. in njeno vladavino je preživelo v različnih oblikah umetniškega dela. Priljubljena otroška uspavanka "Mary, Mary, Quite Contrary" naj bi nastala v 18. stoletju in so jo napisali protestanti, posredno s primerjavo govori o Marijinem preganjanju, nezmožnost imeti otroke in pomanjkanju moževega zanimanja zanjo. Medtem ko je ta pesmica Marijo prikazovala kot tragično osebo, jo današnje mnenje prikazuje kot tiranko, med drugim tudi Mark Twain, ki jo je v svoji knjigi z naslovom Princ in berač na kratko opisal kot hladnega in krutega človeka. 

## Predniki
|  |                                          |  |  |  |  |  |  |  |  |  |  |  |  |  |  |  |
|  | 16. Owen Tudor                           |  |  |  |  |  |  |  |  |  |  |  |  |  |  |  |
|  |                                          |  |  |  |  |  |  |  |  |  |  |  |  |  |  |  |
|  |                                          |  |  |  |  |  |  |  |  |  |  |  |  |  |  |  |
|  | 8. Edmund Tudor, grof Richmondski        |  |  |  |  |  |  |  |  |  |  |  |  |  |  |  |
|  |                                          |  |  |  |  |  |  |  |  |  |  |  |  |  |  |  |
|  |                                          |  |  |  |  |  |  |  |  |  |  |  |  |  |  |  |
|  | 17. Katarina Valoiška                    |  |  |  |  |  |  |  |  |  |  |  |  |  |  |  |
|  |                                          |  |  |  |  |  |  |  |  |  |  |  |  |  |  |  |
|  |                                          |  |  |  |  |  |  |  |  |  |  |  |  |  |  |  |
|  | 4. Henrik VII. Angleški                  |  |  |  |  |  |  |  |  |  |  |  |  |  |  |  |
|  |                                          |  |  |  |  |  |  |  |  |  |  |  |  |  |  |  |
|  |                                          |  |  |  |  |  |  |  |  |  |  |  |  |  |  |  |
|  | 18. John Beaufort, vojvoda Somersetski   |  |  |  |  |  |  |  |  |  |  |  |  |  |  |  |
|  |                                          |  |  |  |  |  |  |  |  |  |  |  |  |  |  |  |
|  |                                          |  |  |  |  |  |  |  |  |  |  |  |  |  |  |  |
|  | 9. Lady Margaret Beaufort                |  |  |  |  |  |  |  |  |  |  |  |  |  |  |  |
|  |                                          |  |  |  |  |  |  |  |  |  |  |  |  |  |  |  |
|  |                                          |  |  |  |  |  |  |  |  |  |  |  |  |  |  |  |
|  | 19. Margaret Beauchamp Bletsojska        |  |  |  |  |  |  |  |  |  |  |  |  |  |  |  |
|  |                                          |  |  |  |  |  |  |  |  |  |  |  |  |  |  |  |
|  |                                          |  |  |  |  |  |  |  |  |  |  |  |  |  |  |  |
|  | 2. Henrik VIII. Angleški                 |  |  |  |  |  |  |  |  |  |  |  |  |  |  |  |
|  |                                          |  |  |  |  |  |  |  |  |  |  |  |  |  |  |  |
|  |                                          |  |  |  |  |  |  |  |  |  |  |  |  |  |  |  |
|  | 20. Rihard Plantagenet, vojvoda Yorški   |  |  |  |  |  |  |  |  |  |  |  |  |  |  |  |
|  |                                          |  |  |  |  |  |  |  |  |  |  |  |  |  |  |  |
|  |                                          |  |  |  |  |  |  |  |  |  |  |  |  |  |  |  |
|  | 10. Edvard IV. Angleški                  |  |  |  |  |  |  |  |  |  |  |  |  |  |  |  |
|  |                                          |  |  |  |  |  |  |  |  |  |  |  |  |  |  |  |
|  |                                          |  |  |  |  |  |  |  |  |  |  |  |  |  |  |  |
|  | 21. Cecilija Neville                     |  |  |  |  |  |  |  |  |  |  |  |  |  |  |  |
|  |                                          |  |  |  |  |  |  |  |  |  |  |  |  |  |  |  |
|  |                                          |  |  |  |  |  |  |  |  |  |  |  |  |  |  |  |
|  | 5. Elizabeta Yorška                      |  |  |  |  |  |  |  |  |  |  |  |  |  |  |  |
|  |                                          |  |  |  |  |  |  |  |  |  |  |  |  |  |  |  |
|  |                                          |  |  |  |  |  |  |  |  |  |  |  |  |  |  |  |
|  | 22. Rihard Woodville, grof Riverški      |  |  |  |  |  |  |  |  |  |  |  |  |  |  |  |
|  |                                          |  |  |  |  |  |  |  |  |  |  |  |  |  |  |  |
|  |                                          |  |  |  |  |  |  |  |  |  |  |  |  |  |  |  |
|  | 11. Elizabeth Woodville                  |  |  |  |  |  |  |  |  |  |  |  |  |  |  |  |
|  |                                          |  |  |  |  |  |  |  |  |  |  |  |  |  |  |  |
|  |                                          |  |  |  |  |  |  |  |  |  |  |  |  |  |  |  |
|  | 23. Jacquetta Luksemburška               |  |  |  |  |  |  |  |  |  |  |  |  |  |  |  |
|  |                                          |  |  |  |  |  |  |  |  |  |  |  |  |  |  |  |
|  |                                          |  |  |  |  |  |  |  |  |  |  |  |  |  |  |  |
|  | 1. Marija I. Angleška                    |  |  |  |  |  |  |  |  |  |  |  |  |  |  |  |
|  |                                          |  |  |  |  |  |  |  |  |  |  |  |  |  |  |  |
|  |                                          |  |  |  |  |  |  |  |  |  |  |  |  |  |  |  |
|  | 24. Ferdinand I. Aragonski               |  |  |  |  |  |  |  |  |  |  |  |  |  |  |  |
|  |                                          |  |  |  |  |  |  |  |  |  |  |  |  |  |  |  |
|  |                                          |  |  |  |  |  |  |  |  |  |  |  |  |  |  |  |
|  | 12. Janez II. Aragonski                  |  |  |  |  |  |  |  |  |  |  |  |  |  |  |  |
|  |                                          |  |  |  |  |  |  |  |  |  |  |  |  |  |  |  |
|  |                                          |  |  |  |  |  |  |  |  |  |  |  |  |  |  |  |
|  | 25. Eleonora, 3. grofica Alburquerqueška |  |  |  |  |  |  |  |  |  |  |  |  |  |  |  |
|  |                                          |  |  |  |  |  |  |  |  |  |  |  |  |  |  |  |
|  |                                          |  |  |  |  |  |  |  |  |  |  |  |  |  |  |  |
|  | 6. Ferdinand II. Aragonski               |  |  |  |  |  |  |  |  |  |  |  |  |  |  |  |
|  |                                          |  |  |  |  |  |  |  |  |  |  |  |  |  |  |  |
|  |                                          |  |  |  |  |  |  |  |  |  |  |  |  |  |  |  |
|  | 26. Federico Enriquez Mendoški           |  |  |  |  |  |  |  |  |  |  |  |  |  |  |  |
|  |                                          |  |  |  |  |  |  |  |  |  |  |  |  |  |  |  |
|  |                                          |  |  |  |  |  |  |  |  |  |  |  |  |  |  |  |
|  | 13. Juana Enriquez                       |  |  |  |  |  |  |  |  |  |  |  |  |  |  |  |
|  |                                          |  |  |  |  |  |  |  |  |  |  |  |  |  |  |  |
|  |                                          |  |  |  |  |  |  |  |  |  |  |  |  |  |  |  |
|  | 27. Mariana Fernandez de Córdoba y Ayala |  |  |  |  |  |  |  |  |  |  |  |  |  |  |  |
|  |                                          |  |  |  |  |  |  |  |  |  |  |  |  |  |  |  |
|  |                                          |  |  |  |  |  |  |  |  |  |  |  |  |  |  |  |
|  | 3. Katarina Aragonska                    |  |  |  |  |  |  |  |  |  |  |  |  |  |  |  |
|  |                                          |  |  |  |  |  |  |  |  |  |  |  |  |  |  |  |
|  |                                          |  |  |  |  |  |  |  |  |  |  |  |  |  |  |  |
|  | 28. Henrik III. Kastiljski               |  |  |  |  |  |  |  |  |  |  |  |  |  |  |  |
|  |                                          |  |  |  |  |  |  |  |  |  |  |  |  |  |  |  |
|  |                                          |  |  |  |  |  |  |  |  |  |  |  |  |  |  |  |
|  | 14. Janez II. Kastiljski                 |  |  |  |  |  |  |  |  |  |  |  |  |  |  |  |
|  |                                          |  |  |  |  |  |  |  |  |  |  |  |  |  |  |  |
|  |                                          |  |  |  |  |  |  |  |  |  |  |  |  |  |  |  |
|  | 29. Katarina Lancasterska                |  |  |  |  |  |  |  |  |  |  |  |  |  |  |  |
|  |                                          |  |  |  |  |  |  |  |  |  |  |  |  |  |  |  |
|  |                                          |  |  |  |  |  |  |  |  |  |  |  |  |  |  |  |
|  | 7. Izabela I. Kastiljska                 |  |  |  |  |  |  |  |  |  |  |  |  |  |  |  |
|  |                                          |  |  |  |  |  |  |  |  |  |  |  |  |  |  |  |
|  |                                          |  |  |  |  |  |  |  |  |  |  |  |  |  |  |  |
|  | 30. Janez, lord Reguengosa               |  |  |  |  |  |  |  |  |  |  |  |  |  |  |  |
|  |                                          |  |  |  |  |  |  |  |  |  |  |  |  |  |  |  |
|  |                                          |  |  |  |  |  |  |  |  |  |  |  |  |  |  |  |
|  | 15. Izabela Portugalska                  |  |  |  |  |  |  |  |  |  |  |  |  |  |  |  |
|  |                                          |  |  |  |  |  |  |  |  |  |  |  |  |  |  |  |
|  |                                          |  |  |  |  |  |  |  |  |  |  |  |  |  |  |  |
|  | 31. Izabela Braganzaška                  |  |  |  |  |  |  |  |  |  |  |  |  |  |  |  |
|  |                                          |  |  |  |  |  |  |  |  |  |  |  |  |  |  |  |
|  |                                          |  |  |  |  |  |  |  |  |  |  |  |  |  |  |  |